# Prarthana Thombare
Prarthana Thombare (Barshi, 18 de junho de 1994) é uma tenista profissional indiana.

## Carreira
Prarthana Thombare na Rio 2016 representou sua nação na competição de duplas, mesmo sem ranking para participar ela foi puxada pela cabeça de chave Sania Mirza, porém, perdendo na primeira rodada.